# 圣莫尔-努瓦扬站
圣莫尔-努瓦扬站是法国的一个铁路车站，位于法国安德尔-卢瓦尔省市镇图赖讷地区努瓦扬境内，靠近图赖讷地区圣莫尔。

## 站名
"圣莫尔-努瓦扬站"一名来源于图赖讷地区圣莫尔和图赖讷地区努瓦扬两个市镇。

## 位置
圣莫尔-努瓦扬站位于图赖讷地区努瓦扬市区的西南部，巴黎－波尔多铁路269.555公里处。车站大致呈南北走向，主站房位于铁路线东侧，西侧亦可进出，前往对侧站台需通过车站南侧的人行地下通道。该站是一个乘降所，原有的站房已关闭，现设有一台自动售票机，可出售不记名的TER列车车票。

## 站台设置
| 西↑ |             |             |  |
|     | 侧式        |             |  |
| 2道 |             | 图尔方向→   |  |
| 1道 |             | ←普瓦捷方向 |  |
|     | 侧式 主站房 |             |  |
| 东↓ |             |             |  |

## 停靠线路
以下列车线路在圣莫尔-努瓦扬站停靠：
| File:Sncf-logo.svg圣莫尔-努瓦扬站列车线路表 |                         |          |        |              |
| 线路                                        | 车种                    | 上一站   | 下一站 | 大致运行频率 |
| 图尔—普瓦捷                                 | TER Centre-Val-de-Loire | 维勒佩迪 | 马耶   | 每天5趟左右  |
| 图尔—皮勒港                                 | TER Centre-Val-de-Loire | 维勒佩迪 | 马耶   | 每天1-2趟    |
| 1.                                          |                         |          |        |              |

## 配套交通

### 长途客车
| 停靠圣莫尔-努瓦扬站的大巴车 |          | |
| 上下车地点                  | 运营单位 | 主要线路及目的地 |
| 车站南侧路口                | Rémi     | H2 黎塞留 · 图赖讷地区圣莫尔 · 索里尼 · 蒙巴宗 · 图尔 TD 图赖讷地区圣莫尔 · 特罗格 · 利勒布沙尔 · 塔旺 · 昂谢 · 里维耶尔 · 希农 |
| 车站东侧                    | Car TER  | （当铁路线施工或罢工时，SNCF可能会提供途径该线路沿途站点的大巴车）                                                              |
| 1. 2. 3. 4.                 |          | |

### 城市公共交通
圣莫尔-努瓦扬站附近暂无城市公共交通线路。

### 社会车辆
圣莫尔-努瓦扬站东西两侧均可停靠社会车辆。

## 临近车站
| 圣莫尔-努瓦扬站（Gare de Sainte-Maure - Noyant） |                  |                |
| 上行车站                                         | 线路             | 下行车站       |
| 维勒佩迪站 11.5km ←                              | 巴黎－波尔多铁路 | 马耶站 → 6.5km |
| - 本表仅显示运营中的线路及车站                   |                  |                |